# Chumundé
Chumundé ist eine Ortschaft und eine Parroquia rural („ländliches Kirchspiel“) im Kanton Rioverde der ecuadorianischen Provinz Esmeraldas. Die Parroquia besitzt eine Fläche von 507,98 km². Die Einwohnerzahl lag im Jahr 2010 bei 3512.

## Lage
Die Parroquia Chumundé liegt im Küstentiefland im Nordwesten von Ecuador. Der Río Verde durchquert das Verwaltungsgebiet in nördlicher Richtung. Der Westen der Parroquia umfasst das Einzugsgebiet dessen linken Nebenflusses Río Chumundé. Der 33 m hoch gelegene Ort Chumundé befindet sich am linken Flussufer des Río Verde unterhalb der Einmündung des Río Chumundé von links, 27 km südlich vom Kantonshauptort Rioverde sowie 30 km südöstlich der Provinzhauptstadt Esmeraldas. Im äußersten Süden erreicht das Verwaltungsgebiet in der Cordilleras de Guáramo Höhen von knapp 500 m. Entlang der westlichen Verwaltungsgrenze verläuft der Höhenzug der Cordillera de Matapalo.
Die Parroquia Chumundé grenzt im Norden und im Nordosten an die Parroquia Chontaduro, im zentralen Osten an die Parroquia Montalvo, im Südosten an die Parroquia Santo Domingo de Ónzole (Kanton Eloy Alfaro), im Süden an die Parroquia Malimpia (Kanton Quinindé) sowie im Westen und im Nordwesten an die Parroquias Majua und Chinca (beide im Kanton Esmeraldas).

## Orte und Siedlungen
In der Parroquia gibt es 45 Recintos. Im Folgenden eine Auswahl: Cházara, Chumundé, Túlpero, Las Guantas, Las Maravillas, El Recreo, Altamar, La Pascuala, El Toro, Mulumpaque, Meribe, Capulí, Capricho, La Raíz, Nache, Estero Hondo, La Medianía, Zapote, Los Guayacanes, El Descanso, La Alegría, Cabello de Ángel, La Nacida, El Popa, La Alegría, Rascadera, La Unión, El Campamento, San Rufino, Concordia Manabita, Playitas Verdes, Los Rosales, Pambilar, Playón, Matacaballo Afuera, Venado, Matacaballo Adentro, Brito, Dóloga, La Unión, Damacio, Nueva Esperanza, Partidero, San Francisco und El Ceibo.

## Wirtschaft
In der Region dominiert die Landwirtschaft. Es wird Kakao, Reis, Mais, Ölpalmen, Tagua, Kokosnuss und Bananen angebaut. Zu den Nutzhölzern der Region gehören Laurel (Cordia alliodora), Chanul (Humiriastrum procerum), Guayacán, Moral (Maulbeeren), Amerikanisches Mahagoni, Muchina, Calade, Balsa, Teak und Bambus. Es werden Rinder, Schweine und Geflügel gehalten. Ferner gibt es Aquakulturen mit Flussgarnelen, Cagua, Tilapia und Zabaleta (Brycon moorei).

## Geschichte
Die Parroquia Chumundé wurde am 9. April 1954 gegründet.